# Ducat de Borbó

Escut d'armes dels senyors de Borbó i Borbó-Dampierre

El ducat de Borbó fou una jurisdicció feudal de França, formada amb la senyoria de Borbó que el 1327 fou elevada a ducat sent senyor Lluís I de Borbó el Gran o el Coix (des de 1310). Lluís fou el primer duc fins a la seva mort el 1342. Fou també comte de Clermont-en-Beauvaisis (1317-1322), i comte de la Marca (1322-1342)

## Casa de Borbó (1327-1527)

ducs capets de Borbó

- 1327-1342: Lluís I de Clermont (vers 1280-1342).
- 1342-1356: Pere I (vers 1311-1356), segon duc de Borbó (1342-1356), fill.
- 1356-1410: Lluís II de Borbó (vers 1336-1410), conegut per Lluís el Bo, tercer duc (1356-1410), senyor de Mercœur i comte de Forez (1371-1410) per matrimoni, fill.
- 1410-1434: Joan I (1381-1434), comte de Clermont-en-Beauvaisis (1404), quart duc (1410-1434), comte de Forez (1417), duc d'Alvènia (Joan II, 1416-1434) i comte de Montpensier (1416-1434) per matrimoni, fill de Lluís II i d'Anna d'Alvèrnia (1358-1417).

Armoiries modernes des ducs de Bourbon

- 1434-1456: Carles I (1401-1456) comte de Clermont-en-Beauvaisis (1410-1434), cinquè duc de Borbó (1434-1456), duc d'Alvèrnia (1434-1456), fill de Joan I i de la duquessa d'Alvèrnia Maria de Berry.
- 1456-1488: Joan II de Borbó (1427-1488), anomenat Joan el Bo (sense relació amb el rei de França Joan II el Bo), sisè duc (Joan II) (1456-1488), duc d'Alvèrnia Joan III (1456-1488), comte de Clermont i de Forez, grand cambrer de Lluís XI de França, conestable de Carles VIII (1483-1488), fill de Carles I i d'Agnès de Borgonya (1407-1476).
- 1488-1488: Carles II de Borbó (1433-1488), arquebisbe de Lió (1444-1488), cardenal (1476-1488), duc de Borbó (1488) (va renunciar voluntàriament al títol ducal però no fou descomptat en la numeració dels ducs; fill de Carles I i d'Agnès de Borgonya (1407-1476), germà de Joan II.
- 1488-1503: Pere II de Borbó (1438-1503), àlies Pere de Beaujeu, senyor de Beaujeu, setè duc (1488-1503), duc d'Alvèrnia (1488-1503), regent de França (1483-1491), comte de la Marca, fill de Carles I i d'Agnès de Borgonya (1407-1476), germà dels ducs Joan II i Carles II.
- 1503-1521: Susana de Borbó (1491-1521), duquessa de Borbó (1503-1521) i d'Alvèrnia (1503-1521), comtessa de Clarmont (a Alvèrnia), comtessa de la Marca, comtessa de Forez, comtessa de Gien, senyora de Beaujeu, filla de Pere II.
- 1505-1523: Carles III de Borbó (1490-1527), àlies Carles de Montpensier o Conestable de Borbó, comte de Montpensier (1501-1527), delfí d'Alvèrnia (1501-1527), vuitè duc (1505-1523), duc d'Alvèrnia (1505-1523)), comte de la Marca, de Forez i de Gien, senyor de Beaujeu per matrimoni, duc de Châtellerault (1515), príncep de Dombes, comte de Clarmont (a Alvèrnia) (1498-1517), marit de la duquessa Susanna i besnet de Joan I.

## 1523-1574: Casa reial de Valois
- 1523-1531: el 1523, la successió de Susana de Borbó, morta sense fills, fou impugnada per Lluïsa de Savoia, duquessa d'Angulema, mare del rei Francesc I de França, com a més propera hereva de la difunta. Va guanyar el plet que va provocar que el conestable de Borbó entrés en el camp de Carles V. El 1531 el ducat va entrar al domini reial.

- 1544-1545: Carles de França (1522-1545), àlies Carles d'Angulema, duc d'Angulema (1531-1540), duc d'Orleans (Carles II, 1536-1540), duc de Châtellerault (1540), comte de Clermont-en-Beauvaisis i de la Marca (1540), duc de Borbó (Charles IV) (1544-1545), fill del rei Francesc I de França i de la duquessa de Bretanya Clàudia de França, i net de Lluïsa de Savoia. El 1544, el ducat fou donat per primer cop en assignació però va durar pocs mesos i el ducat va tornar a la corona.

- 1566-1574: Enric de França (1551-1589), duc d'Angulema (1551-1574), duc d'Orleans (1560-1574), duc d'Anjou (1567-1573), duc de Borbó (1566-1574), comte d'Alvèrnia (1569-1574), comte de Forez, d'Agen, de Roergue (1566-1574). El 1566, per segona vegada, el ducat fou donat en assignació amb altres dominis al futur rei Enric III de França. En accedir al tron el 1574, el ducat va retornar a la corona.

## 1661-1830: Casa de Borbó-Condé

Armes modernes dels Prínceps de Condé

El ducat fou concedit el 1661 al Gran Condé. El seu net Lluís IV Enric de Borbó-Condé (1692-1740), primer ministre de 1723 a 1726, i després el net Lluís VI Enric de Borbó-Condé (1756-1830), van portar nominalment el títol, junt amb el de príncep de Condé. El títol de duc de Borbó el tenien els hereus que esperaven ser prínceps de Condé.
- 1661-1686: Lluís de Borbó anomenat el Gran Condé (1621-1686), primer príncep de la sang, conegut inicialment com el duc d'Enghien, quart príncep de Condé, duc de Borbó (1661), duc d'Enghien, duc de Montmorency, duc de Châteauroux, duc de Bellegarde, duc de Fronsac, governador del Berry, comte de Sancerre (1646-1686), comte de Charolais (a partir de 1684) par de França).

- 1667-1670, Enric de Borbó-Condé, titulat duc de Bourbon, nascut a París el 5 de novembre de 1667, mort el 5 de juliol de 1670, net de l'anterior i fill d'Enric Juli de Borbó (1643-1709), primer príncep de la sang, príncep de Condé (1686-1709), titular regular del títol de duc de Borbó (1686-1709) i fill del Gran Condé.

- 1670-1709: Lluís de Borbó (1668-1710), príncep de la sang, duc de Borbó, duc de Montmorency (1668-1689) després duc d'Enghien (1689-1709), després sisè príncep de Condé, comte de Sancerre (1709-1710), comte de Charolais. Com que només va ser príncep de Condé uns mesos fou conegut pel seu títol de duc de Borbó que va portar quasi tota la seva vida. A la cort se l'anomenava «monsieur le Duc» (senyor duc), per haver perdut el «monsieur le Prince» en profit del primer príncep de la sang, el duc de Chartres.

- 1709-1736: Lluís Enric de Borbó (1692-1740), príncep de la sang, setè príncep de Condé (1710), Gran Mestre de França, duc de Borbó, duc d'Enghien i duc de Guisa, par de França, duc de Bellegarde i comte de Sancerre, fill.

- 1736-1772: Lluís Josep de Borbó (1736-1818), príncep de la sang, Gran Mestre de França; duc de Borbó, duc d'Enghien, vuitè príncep de Condé (1740), comte de Sancerre, comte de Charolais i de Gien, fill.

- 1756-1830: Lluís Enric de Borbó (1756-1830) príncep de la sang. Novè duc d'Enghien (1756-1772) i duc de Bourbon (1772-1818) i finalment, a la mort del seu pare el 1818, el novè (i darrer) príncep de Condé. Havent perdut el seu fill el duc d'Enghien el 1804, el títol regular de duc de Borbó es va extingir amb ell. La seva fortuna i els castells de Chantilly i de Bourbon-l'Archambault els va llegar al jove Enric d'Orleans (1822-1897), duc d'Aumâle.

## Títol de cortesia

Armes dels «ducs de Borbó»

El títol fou atribuït pel duc d'Anjou, per voluntat pròpia, com a títol d'espera per al seu hereu, sent simplement títol de cortesia.
- 1950-1975: Alfons de Borbó i Dampierre(1936-1989), fill primogènit de Jaume Enric de Borbó, «duc d'Anjou» i duc de Segòvia. Concedit pel seu pare el 25 de novembre de 1950, Alfons de Borbó esdevingué després «duc d'Anjou».
- 1975-1984: Francesc de Borbó (1972-1984) fill primogènit de l'anterior. Títol conferit pel seu pare el 3 d'agost de 1975, Francesc de Borbó fou igualment duc de Bretanya.
- 1984-1989: Lluís de Borbó (1974-) germà petit de l'anterior. El títol li va donar el seu pare el 27 de setembre de 1984; fins llavors Lluís era duc de Turena; el 1989 va esdevenir duc d'Anjou.